# هاينز لانج
هاينز لانج (بالألمانية: Heinz Lange)‏ هو طيار ألماني، ولد في 2 أكتوبر 1917 في كولونيا في ألمانيا، وتوفي في 26 فبراير 2006 في بيرغيش غلادباخ في ألمانيا.